# Подлаткі-Дуже
Подлаткі-Дуже (пол. Podłatki Duże) — село в Польщі, у гміні Колаки-Косьцельні Замбровського повіту Підляського воєводства.
Населення — 125 осіб (2011).
У 1975-1998 роках село належало до Ломжинського воєводства.

## Демографія
Демографічна структура станом на 31 березня 2011 року:
|          | Загалом | Допрацездатний вік | Працездатний вік | Постпрацездатний вік |
| -------- | ------- | ------------------ | ---------------- | -------------------- |
| Чоловіки | 60      | 17                 | 37               | 6                    |
| Жінки    | 65      | 14                 | 39               | 12                   |
| Разом    | 125     | 31                 | 76               | 18                   |